# ناحیه فیف لیک، میشیگان
ناحیه فیف لیک (به انگلیسی: Fife Lake Township) یک منطقهٔ مسکونی در ایالات متحده آمریکا است که در شهرستان گراند تراوس، میشیگان واقع شده‌است.
 ناحیه فیف لیک ۹۳٫۱ کیلومتر مربع مساحت و ۲٬۷۹۱ نفر جمعیت دارد و ۳۲۷ متر بالاتر از سطح دریا واقع شده‌است.